# والتر ماكرون
والتر ماكرون، عالم وباحث أمريكي يلقب بـ«أب المجهر الحديث» يعتبر خبيرًا رائدًا في الفحص المجهري. حيث كان له الفضل في إحداث ثورة في تصميم واستخدام المجاهر الضوئية والمجاهر الإلكترونية وفي استخدام وفهم المجهر الضوئي لتحليل المواد. درب ماكرون الآلاف من الطلاب في جميع أنحاء العالم على استخدام المجهر، وكتب مئات المقالات والكتب، وقدم الآلاف من الدراسات والمحاضرات حول الفحص المجهري، وطور العديد من الملحقات والتقنيات والمنهجيات لتطوير عمل المجهر. كان ماكرون عضوًا مؤسسًا ومديرًا لمعهد أبحاث ماكرون في شيكاغو من عام 1960 حتى عام 2002، كما عمل أيضًا في مجالس إدارة كلية فاندركوك للموسيقى في شيكاغو ومركز كامبل لدراسات الوثائق التاريخية في جبل كارول، إلينوي.

## التعليم والعمل
ولد والتر ماكرون في مدينة ويلمنجتون بولاية ديلاوير في الولايات المتحدة الأمريكية في 9 يونيو 1916، ونشأ وترعرع في ولاية نيويورك. درس في جامعة كورنيل وحصل على درجة البكالوريوس في الكيمياء سنة 1938، وشهادة الدكتوراه في الكيمياء العضوية سنة 1942.
بعد عامين من حصوله على شهادة الدكتوراه من جامعة كورنيل، عمل ماكرون من عام 1944 حتى عام 1956 في وظيفة كيميائي (عالم الميكروسكوب وعالم المواد) في مؤسسة أبحاث الدروع الواقية (Armor Research Foundation) (التي تسمى اليوم اختصارا بـ IITRI) حيث ارتقى ليصبح مساعدًا لرئيس قسم الكيمياء والهندسة الكيميائية. وفي 1 أبريل 1956; أسس شركة «ماكرون أسوشيتس» في شيكاغو (والتي لا تزال موجودة حتى اليوم) في ويستمونت، إلينوي.
في التسعينيات، مُنِح الدكتور ماكرون وزوجته لوسي جائزة (كرسي الفحص المجهري الكيميائي) من كلية الآداب والعلوم من جامعة كورنيل.

## أبحاثه باستعمال المجهر

### كفن تورينو
تلقى ماكرون اهتمامًا عالميًا عندما عمل مع مشروع «كفن تورينو» للأبحاث في عام 1978. كان يعتقد أن هذا الكفن هو قطعة القماش التي كفن بها جسد المسيح بعد صلبه، وتظهر القطعة من الأمام والخلف ما يشبه وجه رجل نحيف غائر العينين وتحتوي على علامات لندبات ولطخات يعتقد بأنها دم.
استنتج ماكرون وزملاؤه أن الخلاف المثير للجدل عن هذا الكفن ما هو إلا لوحة من القرون الوسطى قام برسمها فنان في عام 1356، ونتيجة لعمله في «كفن تورينو» وصبره الدؤوب في الدفاع عن عمله منذ ما يقرب من 20 عامًا، حاز في سنة 2000 على جائزة الجمعية الكيميائية الوطنية في الكيمياء التحليلية.

### خريطة فينلاند
في عام 1973، أعلن ماكرون أن خريطة فينلاند مزيفة (وهي الخريطة التي كان يعتقد أنها تعود للقرن الخامس عشر وتحتوي على معلومات قيمة عن اكتشاف أمريكا الشمالية). تم رسم الخريطة باستخدام خط حبر أصفر لجعلها تبدو وكأنها قديمة ومضى عليها زمن طويل، وبالتالي سيتم اعتبارها كوثيقة تاريخية بالغة الأهمية. إلا أن ماكرون وبعد أن قام بفحص ودراسة الخريطة باستخدام المجهر أعلن أنها مزيفة ومرسومة باستخدام صبغة صناعية تعود للقرن العشرين وأنها محرفة بطريقة احترافية بالغة الدقة.

## مساهماته العلمية

### معهد ماكرون للبحوث
في عام 1960 أسس ماكرون «معهد ماكرون للأبحاث» كمنظمة غير ربحية مكرسة للتعليم وأبحاث المجهر الضوئي والإلكتروني. وبصفته مدير معهد شيكاغو، قام بتوسيع أنشطته لتشمل شركة "McCrone Research Associates" في لندن، إنجلترا. قام «معهد ماكرون للأبحاث» بتدريس أكثر من 28,000 طالب في جميع جوانب الفحص المجهري. ولا يزال المعهد حتى اليوم منشأة تعليمية رائدة في عالم الفحص المجهري.

### مجلة المجهر
كان ماكرون أيضًا محررًا وناشرًا لـ مجلة المجهر (The Microscope)، وهي مجلة عالمية بدأها آرثر بارون في عام 1937 وتعنى بالمقالات العلمية المتعلقة بجميع أشكال الفحص المجهري البيولوجي وعلم المعادن وعلم الطب الشرعي والكيميائي. تقوم المجلة بنشر مقالات علمية لم يتم نشرها من قبل في المواضيع التي تخص التطورات الجديدة في تصميم المجهر والملحقات والتقنيات الجديدة، والتطبيقات الفريدة لدراسة الجزيئات والألياف والأفلام والسطوح من أي مادة سواء كانت عضوية أو غير عضوية أو بيولوجية.

## أعماله الخيرية
كان ماكرون مساهما بارزا في الأعمال الخيرية. عمل في مجلس إدارة شركة "Ada S. McKinley Community Services، Inc" منذ عام 1951، ورئيسًا لمجلس الإدارة من عام 1964 إلى عام 1995، وهي منظمة للخدمات الإنسانية غير الربحية، لديها فروع في أكثر من 40 موقعًا، ويعمل فيها 560 موظف، وتبلغ ميزانيتها السنوية حوالي 40 مليون دولار، وتخدم أكثر من 15,000 عميل سنويًا في جميع أنحاء شيكاغو.
و تقديرا لسنوات عديدة من خدمته المتفانية للوكالة، قام موظفوا الشركة في عام 1997 ببناء منشأة جديدة تكريما لماكرون وهي منشأة «والتر سي ماكرون للصناعات». التي تضم 120 عميلًا، وتوفر الاستيعاب والتقييم والوظائف لأكثر من 1,000 مشارك سنويًا في البرنامج التدريب.

## الجوائز والتكريمات
طوال مسيرته الرائعة والمتميزة كرائد في مجال الفحص المجهري والتقنيات المجهرية، حصل ماكرون على العديد من الجوائز وشهادات التقدير. فيما يلي بعض من هذه الجوائز:
- عام 1970: حصل على جائزة بنديتي بيتشلر في الكيمياء الدقيقة من الجمعية الأمريكية للكيمياء الدقيقة.
- عام 1977: جائزة إرنست آبي من جمعية نيويورك المجهرية.
- عام 1981: جائزة أناكيم (Anachem) من جمعية الكيميائيين التحليليين.
- عام 1982: شهادة تقدير من مؤسسة علوم الطب الشرعي.
- عام 1984: جائزة الخدمة المتميزة (جائزة بول كيرك) من قسم الأصول الجنائية في الأكاديمية الأمريكية لعلوم الطب الشرعي.
- عام 1988: جائزة مادن للخدمة المتميزة، كلية فاندركوك للموسيقى.
- عام 1990: جائزة ايرفينج سيليكوف من المجلس الوطني الأسبستوس.
- عام 1990: جائزة يوم المؤسس.
- عام 1991: جائزة روجر غرين من جمعية كاليفورنيا للجنائيين.
- عام 1991: جائزة Fortissimo، كلية الموسيقى VanderCook.
- عام 1993: جائزة الشؤون العامة لقسم شيكاغو، الجمعية الكيميائية الأمريكية.
- عام 1999: حصل على جائزة Émile Chamot من الجمعية المجهرية للولاية في ولاية إلينوي.
- عام 2002: حصل على جائزة August Köhler من الجمعية المجهرية للولاية في إلينوي وهو الشخص الوحيد الذي حصل على كل من جوائز الجمعية.

## مؤلفاته
أشهر مؤلفات ماكرون هو كتاب «أطلس الجسيمات» الذي قام بكتابته وتأليفه مع مجموعة من الأعضاء من معهد ماكرون للأبحاث، ظهر الكتاب كمجلد واحد في عام 1970 وكإصدار ثانٍ من ستة مجلدات في عام 1973. كان الكتاب متاحًا على قرص الكومبيوتر المضغوط ولا يزال حتى اليوم معروفًا كواحد من أفضل الكتيبات لحل مشاكل تحليل المواد.